# Kleurdiamant

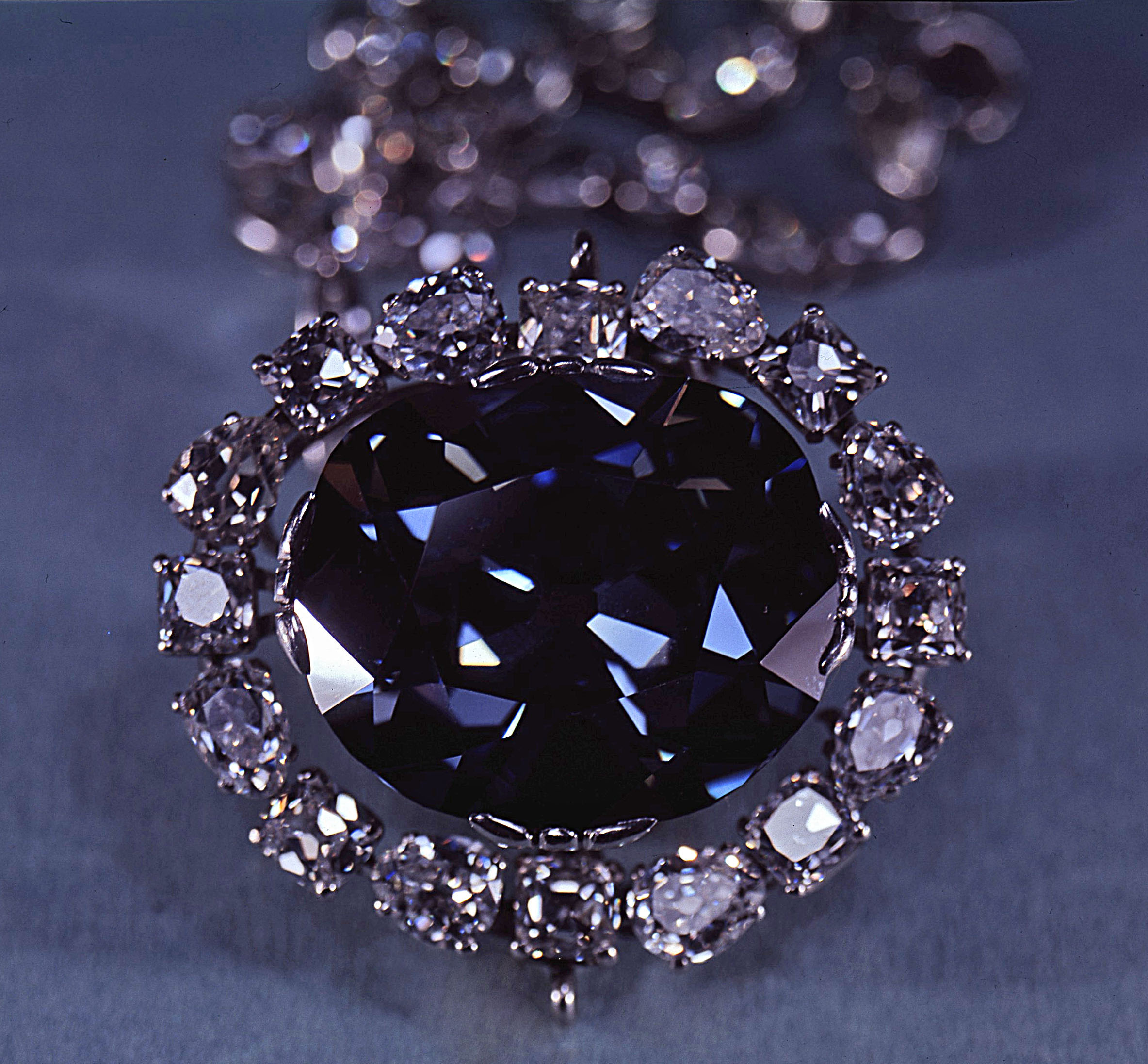
De Hope Diamant, 45,52 karaat (9,104 gram), Fancy Dark Grayish-Blue

Kleurdiamanten, soms aangeduid met de Engelse term Fancy Color Diamonds zijn bij het grote publiek veel minder bekend dan de "witte" diamanten. Kleurdiamanten komen veel minder vaak voor in de natuur en zijn doorgaans kostbaarder. Er wordt echter minder marketing gedaan voor kleurdiamanten, waardoor ze minder bekendheid genieten bij het publiek. Dit komt voornamelijk doordat het belangrijkste diamantkartel, de "DTC" (Diamond Trading Company), de marketingtak van De Beers, er belang bij heeft om vooral de verkoop van hun gangbare "witte" diamanten te stimuleren.

## Kleuren
Diamant komt voor in de basiskleuren geel, bruin, zwart, roze, oranje, groen, blauw, rood (gerangschikt op volgorde van voorkomendheid, van veelvoorkomend tot zeldzaam).
- De gele kleur wordt veroorzaakt door de aanwezigheid van stikstofatomen in het koolstofrooster waaruit de diamant is opgebouwd.  De intensiteit wordt bepaald door de concentratie stikstofatomen.
- Bruin heeft te maken met de vervorming van het kristalrooster ten gevolge van enorme druk waaraan de diamant heeft blootgestaan tijdens het ontstaansproces.
- Een zwarte diamant kan op twee verschillende manieren ontstaan. Het is mogelijk dat de steen onzuiverheden bevat die dusdanig veel worden gereflecteerd dat hij geen licht meer doorlaat. Een andere mogelijkheid is dat de steen langdurig bestraald geweest is door een natuurlijke radioactieve bron.
- Ook bij roze hier heeft de steen een vervormd kristalrooster ten gevolge van druk.
- Oranje diamanten zijn het gevolg van een combinatie van stikstofatomen en kristalroostervervorming.
- Het groen in een diamant komt voort uit radioactiviteit waaraan de steen is blootgesteld in de natuur.
- Net zoals bij geel houdt de kleur blauw verband met de aanwezigheid van "vreemde" atomen. In dit geval gaat het dan om Booratomen.
- Rood is de vorm van een vervormd kristalrooster ten gevolge van druk.

## Kleurbepaling en certificatie
Aanschaf van een kleurdiamant is geen eenvoudige zaak. Meestal wordt een kleurdiamant gekocht samen met een certificaat om de echtheid en herkomst te waarborgen. Er zijn verschillende instanties wereldwijd die zich bezighouden met het certificeren van diamanten. Voor kleurdiamanten is het Gemological Institute of America (GIA) de autoriteit op het gebied van certificering. Zij onderwerpen de diamanten aan chemische, spectroscopische en fotoscopische tests om de kleur van de steen te bepalen. Hierbij wordt eerst de basiskleur vastgesteld. Vervolgens wordt gekeken of er een "storende" kleur aanwezig is in de steen. Tot slot wordt de intensiteit van de kleur bepaald.

## Indeling van intensiteit
De intensiteit is een van de belangrijkste aspecten bij het bepalen van de prijs van een kleurdiamant. Hoe intenser de kleur, hoe zeldzamer de steen is. Er zijn zes gradaties van intensiteit (van licht tot intens): licht, geen expliciete intensiteitsaanduiding, intense, deep, vivid en dark.
De uiteindelijke naam van de diamant wordt bepaald volgens de Engelse benaming, waarbij de volgorde "Fancy", "mate van intensiteit", "storende kleur", "basiskleur" wordt gehanteerd. Bijvoorbeeld, "Fancy intense brownish yellow" voor een diamant met een gele basiskleur, een bruine verstoring en een intensiteit van de derde gradatie.
Deze benaming heeft een zeer belangrijke impact op de prijs van de steen.

## Bekende kleurdiamanten
- Blue Heart-diamant (blauw)
- Agra-diamant (roze)
- Ashberg-diamant (amber)